# Cooks Valley (Wisconsin)
Cooks Valley es un pueblo ubicado en el condado de Chippewa en el estado estadounidense de Wisconsin. En el Censo de 2010 tenía una población de 805 habitantes y una densidad poblacional de 9,06 personas por km².

## Geografía
Cooks Valley se encuentra ubicado en las coordenadas 45°4′39″N 91°35′00″O / 45.07750, -91.58333. Según la Oficina del Censo de los Estados Unidos, Cooks Valley tiene una superficie total de 88.85 km², de la cual 88.83 km² corresponden a tierra firme y (0.03%) 0.03 km² es agua.

## Demografía
Según el censo de 2010, había 805 personas residiendo en Cooks Valley. La densidad de población era de 9,06 hab./km². De los 805 habitantes, Cooks Valley estaba compuesto por el 98.01% blancos, el 0.37% eran afroamericanos, el 0% eran amerindios, el 0.25% eran asiáticos, el 0% eran isleños del Pacífico, el 0.12% eran de otras razas y el 1.24% pertenecían a dos o más razas. Del total de la población el 1.61% eran hispanos o latinos de cualquier raza.